# Barbu Știrbei
Barbu Dimitrie Bibescu furst Știrbei, född 17 augusti 1799 i Craiova, död 13 april 1869 var en rumänsk statsman, hospodar över Valakiet.
Știrbei var inrikesminister under brodern Gheorghe Bibescus hospodarskap 1842-48. Från 1849 var han själv hospodar, och fortsatte han sin broders reformarbete, men hans utpräglat franskinriktade politik irriterade nationalisterna. Vid ryssarnas inmarsch i Valakiet 1853 flydde Bibescu till Wien, återvände året därpå och nedlade sitt hospodarämbete 1856. 
År 1857 invaldes Știrbei i nationalrådet ("divanen") i Bukarest och var en av de mera framträdande förkämparna för planerna på Valakiet och Moldova förennade till en stat under utländsk prins som vald furste. Știrbei drog sig därefter tillbaka från politiken.